# Orchestral Favorites
| 전문가 평가 | 전문가 평가 |
| 평가 점수   | 평가 점수   |
| 출처        | 점수        |
| ----------- | ----------- |
| Allmusic    | [ 1 ]       |

《Orchestral Favorites》는 1979년 5월 자신의 디스크리트 레코드에서 처음 발매된 미국의 음악가 프랭크 자파의 라이브 음반이다. 이 음반은 전적으로 기악곡이며 37곡의 아브누칼스 에뮤우카 일렉트릭 심포니 오케스트라가 연주하는 음악을 특징으로 하고, 미국 빌보드 200 차트에서 168위에 올랐다.

## 녹음 세션
녹음은 1975년 9월 17일부터 19일까지 UCLA 캠퍼스의 로이스 홀에서 지휘자 마이클 제어롯과 함께 녹음된 공연에서 비롯되었다. 2박의 라이브 콘서트 공연과 하루의 추가 녹음이 관객 없이 진행되었다.
〈Strictly Genteel〉은 일찍이 1971년 《200 모텔스》 영화 및 사운드트랙 음반의 일부로 들렸다. 〈Bogus Pomp〉는 또한 《200 모텔스》에서 사용되었던 테마들로 구성되어 있다. 이 음반에는 원래 1967년 음반인 《Absolutely Free》에 수록된 〈Duke of Prunes〉의 새로운 편곡이 수록되어 있다. 그가 나중에 이 트랙에 추가한 자파의 일렉트릭 기타 솔로 외에는 음반에 오버더빙이 없다. 자파에 따르면, 그는 자신의 주머니에서 약 20만 달러의 제작비를 전액 지원했다.

## 곡 목록
모든 곡들은 프랭크 자파에 의해 작사/작곡하였다.
| #  | 제목                      | 재생 시간 |
| -- | ------------------------- | --------- |
| 1. | 〈Strictly Genteel〉      | 7:04      |
| 2. | 〈Pedro's Dowry〉         | 7:42      |
| 3. | 〈Naval Aviation in Art〉 | 1:20      |

| #  | 제목               | 재생 시간 |
| -- | ------------------ | --------- |
| 1. | 〈Duke of Prunes〉 | 4:20      |
| 2. | 〈Bogus Pomp〉     | 13:29     |